# 5-(カルボキシアミノ)イミダゾールリボヌクレオチドシンターゼ
5-カルボキシアミノイミダゾールリボヌクレオチド合成酵素(5-(carboxyamino)imidazole ribonucleotide synthase、EC 6.3.4.18)は、以下の化学反応を触媒する酵素である。
ATP + 5-アミノ-1-(5-ホスホ-D-リボシル)イミダゾール + HCO3-{\displaystyle \rightleftharpoons }ADP + リン酸 + 5-カルボキシアミノ-1-(5-ホスホ-D-リボシル)イミダゾール
従って、この酵素の3つの基質はATPと5-アミノ-1-(5-ホスホ-D-リボシル)イミダゾールとHCO3-、3つの生成物はADPとリン酸と5-カルボキシアミノ-1-(5-ホスホ-D-リボシル)イミダゾールである。
この酵素はリガーゼ、特に炭素-窒素結合を形成するその他のものに分類される。系統名は、5-アミノ-1-(5-ホスホ-D-リボシル)イミダゾール:二酸化炭素 リガーゼ(ADP生成)である。この他によく用いられる名前として、N5-CAIR synthetase、N5-carboxyaminoimidazole ribonucleotide synthetase、PurK等がある。